# Michael Cote
Michael Richard Cote (ur. 19 czerwca 1949 w Sanford, Maine) – amerykański duchowny katolicki, w latach 1995–2003 biskup pomocniczy Portlandu, w latach 2003–2024 biskup Norwich w metropolii Hartford.

## Życiorys
Ukończył seminarium w Baltimore i Uniwersytet Gregoriański w Rzymie. Święcenia kapłańskie otrzymał 29 czerwca 1975 z rąk papieża Pawła VI w bazylice św. Piotra w grupie 360 kleryków, którzy zostali wyświęceni dla uczczenia Roku Świętego. Razem z nim wyświęceni zostali m. in przyszli biskupi: Raymond Leo Burke, James Michael Harvey, Michael Hoeppner, Glen Provost, Patrick Zurek i William Mulvey. Po powrocie do kraju służył jako wikariusz w rodzinnej diecezji Portland. Podjął również dalsze studia na Katolickim Uniwersytecie Ameryki, gdzie uzyskał licencjat z prawa kanonicznego (1981 rok). Został następnie wikariuszem sądowym w Trybunale Diecezjalnym. W latach 1989–1994 sekretarz nuncjatury w Waszyngtonie.
9 maja 1995 otrzymał nominację na biskupa pomocniczego Portlandu ze stolicą tytularną Cebarades. Sakry udzielił mu miejscowy ordynariusz Joseph Gerry OSB. 11 marca 2003 mianowany biskupem Norwich w Connecticut, urząd objął 14 maja 2003.
3 września 2024 papież Franciszek przyjął jego rezygnację z urzędu biskupa Norwich w Connecticut. 